# أنطونيو دي أولوا
أنطونيو دي أولوا (بالإسبانية: Antonio de Ulloa) (و. 1716 – 1795 م) هو عالم فلك، ومستكشف، وعالم أرصاد جوية من إسبانيا . ولد في إشبيلية . وكان عضواً في الجمعية الملكية، والأكاديمية الملكية السويدية للعلوم، والأكاديمية البروسية للعلوم .
توفي في قادس، عن عمر يناهز 79 عاماً.

## جوائز
حصل على جوائز منها:
- زميل في الجمعية الملكية.